# 6736 Marchare
6736 Marchare è un asteroide della fascia principale. Scoperto nel 1993, presenta un'orbita caratterizzata da un semiasse maggiore pari a 2,4023285 UA e da un'eccentricità di 0,1664024, inclinata di 3,09994° rispetto all'eclittica.